# Porok

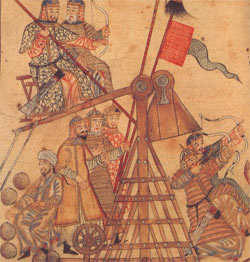
Porok na rycinie z manuskryptu Rashida ad-Dina

Porok (ros. Порок, poroki, mandżaniki) – barobalistyczna machina wojenna stosowana na Rusi, a także przez Mongołów i Tatarów do XVI wieku, przypominająca konstrukcyjnie rzymską biffę.
W zbiorze arabskich kronik Rashida ad-Dina oprócz wizerunku machin znajduje się informacja, że pociski były kulami kamiennymi, które podnosiło 4 silnych mężczyzn i miotane były na odległość 1,5 strzału z łuku, czyli ponad 200 metrów pociskiem o masie około 200 kg. Machiny te w literaturze rosyjskiej opisał N. N. Woronin i A. N. Kirpicznikow. 12 machin tego typu w czasie oblężenia Kołodajny w 1240 nie mogło pokonać wałów, co spowodowane było nie tyle niedoskonałością konstrukcji, co skomplikowaną konstrukcją i wrażliwością na silny wiatr, który plątał skórzane liny osłabiając siłę pocisku i zmieniając jego tor.